# Giniel de Villiers
Giniel de Villiers (Robertson, 1972. március 25. –) dél-afrikai autóversenyző, a 2009-es Dakar-rali győztese.
Első Dakar-raliján 2003-ban az ötödik helyen végzett. A 2004-es versenyen már egy szakaszgyőzelmet is szerzett és végül a hetedik helyen ért célba. 2005-ben két részsikerrel a negyedik helyen zárt.
A 2006-os Dakaron már a Volkswagen csapatával indult. Ezen a versenyen legjobb Volkswagenesként a második helyen ért célba a francia Luc Alphand mögött. 2007-ben négy szakaszt nyert, és a verseny feléig az élen állt, végül azonban csak a tizenegyedik helyen zárt. A 2009-es, Dél-Amerikában rendezett versenyen Giniel csapattársaival, Carlos Sainzal és Mark Millerrel volt csatában a győzelemért. Az utolsó előtti szakaszon Sainz vezető helyről esett ki baleset miatt, Villiers pedig megelőzte Millert és jött fel az első helyre, majd megnyerte a versenyt.
Eredményei a Dakar-ralin
| Év   | Autó               | Helyezés |
| ---- | ------------------ | -------- |
| 2003 | Nissan Pick up     | 5.       |
| 2004 | Nissan Pick up     | 7.       |
| 2005 | Nissan Pick up     | 4.       |
| 2006 | Volkswagen Touareg | 2.       |
| 2007 | Volkswagen Touareg | 11.      |
| 2009 | Volkswagen Touareg | 1.       |
| 2010 | Volkswagen Touareg | 7.       |

## Külső hivatkozások
- Profilja a Volkswagen Motorsport honlapján